# Міжсезоння (бейсбол)
У бейсболі міжсезоння може також називатися ліга хот-стоув (англ. Hot stove league, досл. «Ліга гарячої печі»  або «Ліга гарячої груби»  або «Ліга гарячої буржуйки»). Друга назва не позначає справжню лігу, а лише покликається на образ фанатів, які збираються навколо гарячої груби під час холодних місяців зими, обговорюючи свої улюблені команди й гравців. Протягом цього періоду, гравці частіше переходять до інших команд. Також фанати зацікавлені в новому сезоні, коли вони бачать новини про перехід гравців.
Також термін позначає хвилю операцій з гравцями MLB (перемовини щодо контрактів, перепідписання, торги, вільні агенти тощо), що відбуваються у між сезонами. Через те, що більшість укладених угод з вільними агентами та продажів відбуваються в міжсезоння, тому цей період важливих операцій з гравцями (включно з чутками та припущеннями щодо можливих торгів), часто називають в англомовних країнах «ліга хот-стоув» або просто «хот-стоув».

## Історія

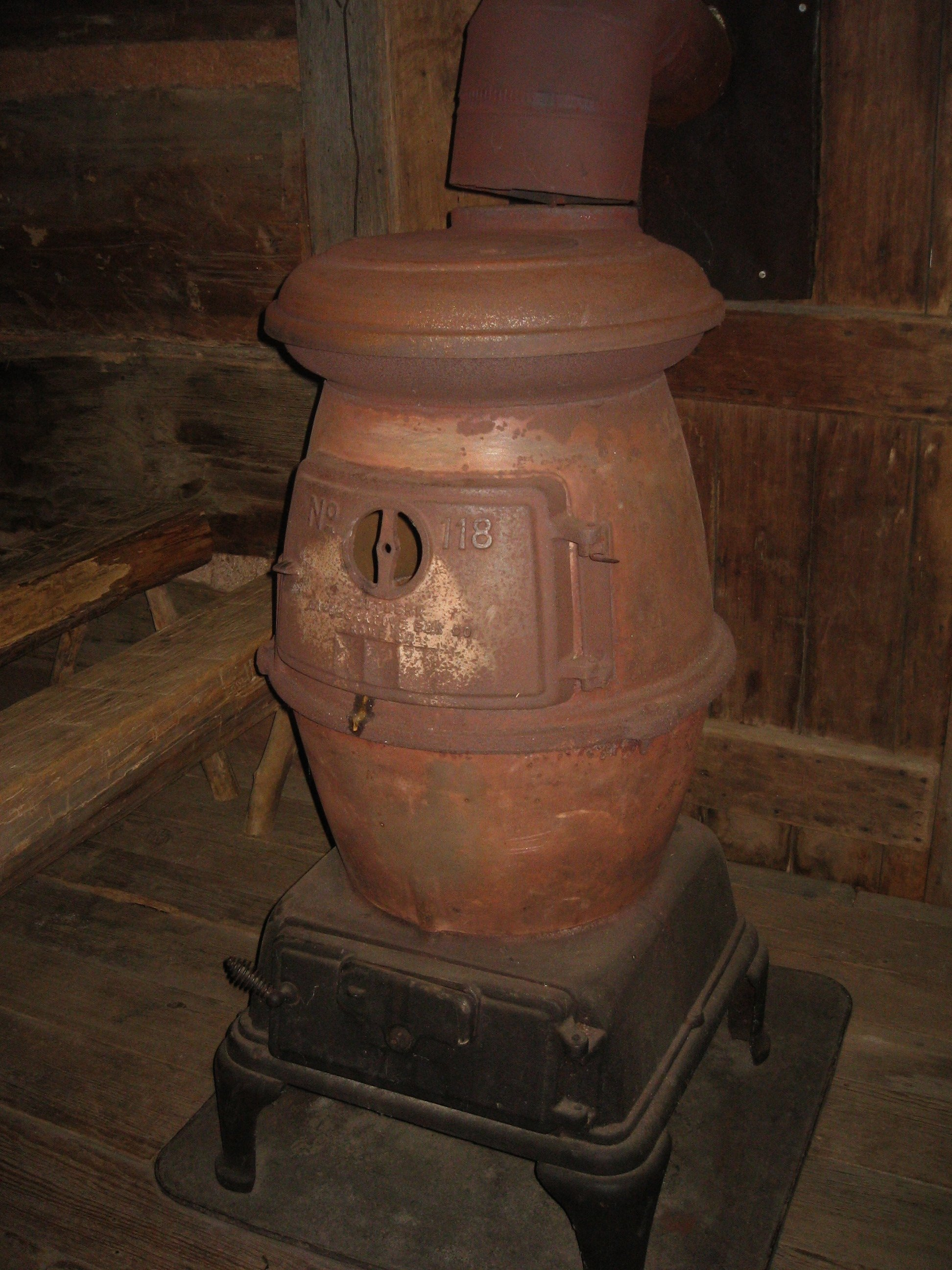
Буржуйка

Згідно з професором Джемсом Гарді, термін «ліга хот-стоув» датується дев'ятнадцятого сторіччя Америки, що була маленькими містечками, коли під час зими люди «збиралися в універсальному магазині/пошті, сідали навколо залізної буржуйки та обговорювали багато тем. Бейсбол, разом із погодою, політикою, списком затриманих поліцією та церкви, що стосувалися тієї групи осіб». Гарді зазначає, що термін часто використовувався спортивними авторами до другої світової війни, після якої сільська Америка поступилася великим, міським центрам. Аналіз і обговорення бейсболу стало галуззю коментаторів з радіо і телебачення, перетворюючи міжсезонні обговорення на менш інтерактивні й більш безособистісні.
Згідно з Девідом Адерсоном новини й охоплення, яке надавали колумністи газет ліги хот-стоув під час першої частини 20 століття, коли професійний футбол і баскетбол ще не з'явився, дало бейсболу його опору як «національної розваги то домінувального професійного спорту на період більше ніж половину двадцятого сторіччя». Ліга хот-стоув була особливо важлива в еру умови резервування, коли єдиним важелем впливу гравця на отримання більших виплат або кращих положень контракту були утримання від перепідписання контракту, відмова від гри або погрози піти на пенсію грошей. Під час міжсезоння, коли проходили перемовини щодо контракту, чутки й повідомлення були частим, і фанати не відставали від новини через балаканину біля гарячої груби. Уведення вільних агентів зменшило важливість ліги хот-стоув.
У двадцять першому столітті термін досі використовується, щоб описувати «нескінченні обговорення», припущення та передбачення, що широко згадувані «фанатами бейсболу, колумністами бейсболу, блогерами бейсболу, авторами бейсболу, подкастерами бейсболу та гостями розмовних бейсбольних радіопередач» з метою заповнити час між закінченням Зимової зустрічі Вищої ліги бейсболу і початку весняних тренувань. Щоденна міжсезонна передача каналу MLB Network називається Hot Stove.

## Інші значення
Hot Stove League була назвою радіосегмента, в якій були балаканина та аналіз про хокей та яка виходила між періодами на радіошоу «Хокейний вечір в Канаді», починаючи з 1939. Сегмент став передматчевою програмою на CBC Television у 1950-их.
Міжсезоння (кор.: хангиль: 스토브리그, НЛ: Seutobeu Ligeu, СК: Ситхоби ліґи, букв. «Ліга печі») — південнокорейський серіал 2019 про аутсайдерську бейсбольну команду.